# Mano incorrupta de Santa Teresa de Jesús

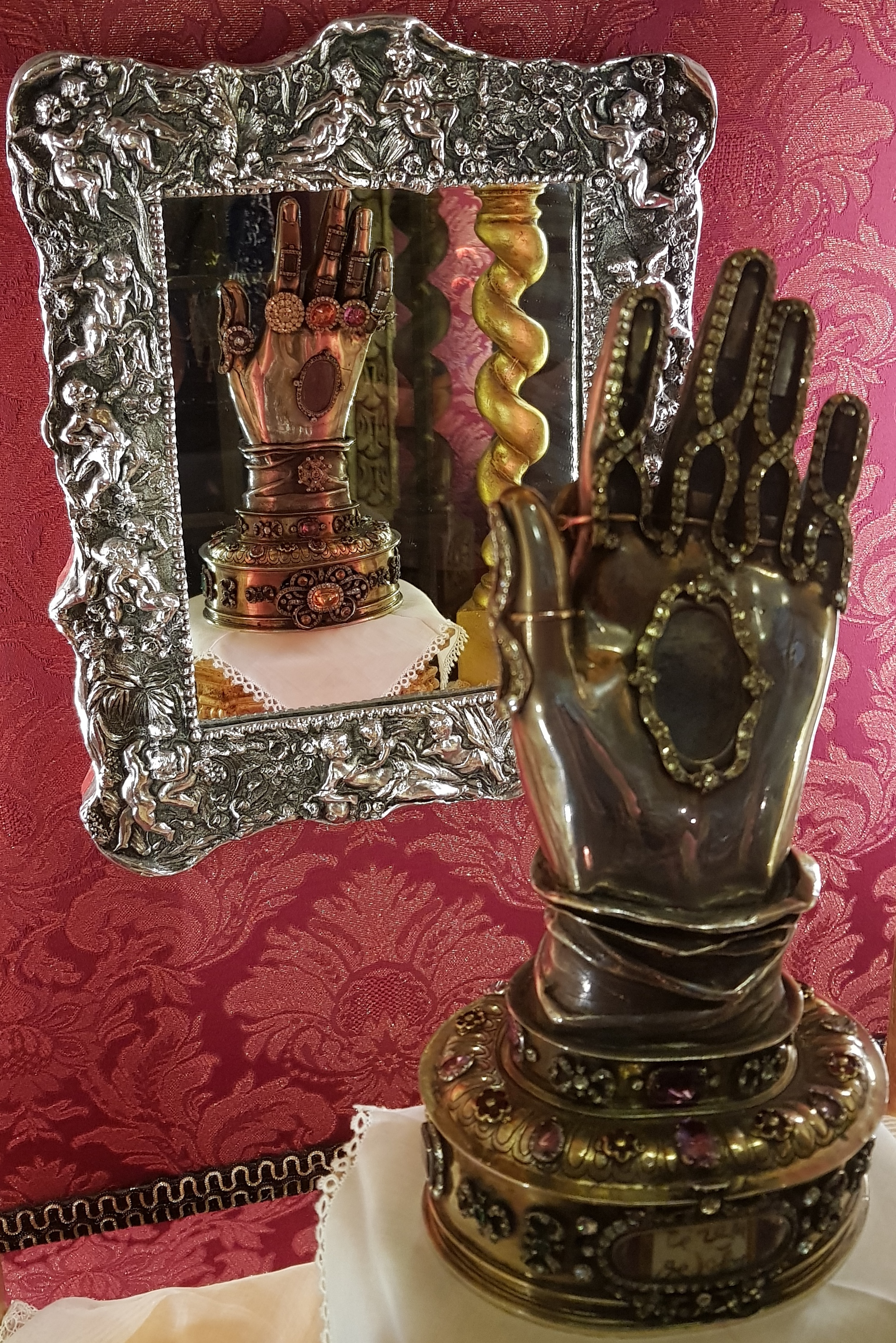
Mano incorrupta de Santa Teresa de Jesús.

La mano incorrupta de Santa Teresa de Jesús es un relicario del siglo XVII que se encuentra en la Iglesia de la Merced de la ciudad de Ronda, en la provincia de Málaga, España. Se trata de una pieza de plata dorada con incrustaciones de piedras preciosas que contiene la mano izquierda de Santa Teresa de Jesús sin el dedo meñique. No debe confundirse con el brazo incorrupto de Santa Teresa que se conserva en Alba de Tormes, error bastante frecuente, en el que ha caído algún medio de comunicación

## Historia
Diez meses después de la muerte de la santa en octubre de 1582 se exhumaron sus restos. Su cuerpo apareció incorrupto y flexible[cita requerida], por lo que el padre Jerónimo Gracián, provincial de la Orden, le cortó la mano izquierda y se la entregó a las monjas carmelitas descalzas de San José de Ávila y después, llevada por el propio Gracián, a las carmelitas del convento de San Alberto de Lisboa. Le falta el dedo meñique, que quedó en poder de fray Jerónimo Gracián.
En el siglo XIX, las carmelitas fueron suprimidas por el gobierno portugués y la mano pasó al Patriarcado, que a su vez la entregó posteriormente al nuevo Convento de Carmelitas de Olivais. Con la revolución portuguesa de 1910, las carmelitas fueron expulsadas del país, dispersándose por varios conventos de carmelitas en España. Lograron reunirse finalmente en el convento de Carmelitas Descalzas de Ronda, llevando con ellas el relicario con la mano de Santa Teresa.

## Guerra civil
Tras el estallido de la guerra civil española, el 18 de julio de 1936, Ronda quedó en la zona controlada por el bando republicano. Junto con otras iglesias de la ciudad, el convento de las Carmelitas Descalzas fue asaltado por milicianos de los partidos que conformaban el Gobierno Republicano; aunque las monjas pudieron salvarse, les fue sustraído el relicario de la mano de Santa Teresa, que fue reclamado por las autoridades provinciales y trasladado a Málaga. Cuando las tropas del bando nacional tomaron la capital en febrero de 1937, el relicario con la mano de la santa fue hallado entre las pertenencias personales del coronel José Villalba Rubio, entre otras muchas piezas de valor saqueadas de las iglesias y conventos de Málaga.
La mano de Santa Teresa fue trasladada desde Málaga a Valladolid, para ser expuesta en una magna exposición con otros relicarios y obras de arte del patrimonio religioso saqueado por los republicanos que se lograron recuperar, siendo salvados de su destrucción. Francisco Franco consiguió autorización eclesiástica para conservar el relicario en la capilla de su residencia, en el Palacio del Pardo, donde se mantuvo como objeto de especial devoción. 
Pocas semanas después de la muerte de Franco (20 de noviembre de 1975) y unos días antes de que se cumpliese un mes del óbito, el relicario fue restituido a las monjas del Carmelo de Ronda por intermediación del cardenal primado monseñor González Martín, quien lo había recibido de Carmen Polo de Franco. El 14 de diciembre de 1975, la reverenda madre María de Cristo Rey, priora del convento de Madres Carmelitas Descalzas de Ronda, recibió de manos del obispo de Málaga, Ramón Buxarrais, el relicario de la mano de Santa Teresa.
Por expresa voluntad de la familia de Franco (se desconoce si antecedió un deseo personal suyo) el antiguo relicario traía engastado en el puño, en la parte del dorso, la insignia de la Laureada de San Fernando, una bella condecoración de oro y brillantes, la misma que Franco llevaba a diario en la solapa de su guerrera de general.
El relicario de la mano conserva en la base otra reliquia de la Santa, un fragmento de un escrito o carta con la firma ológrafa Teresa de Jesús.